# Pyroderces
Pyroderces är ett släkte av fjärilar. Pyroderces ingår i familjen fransmalar.

## Bildgalleri

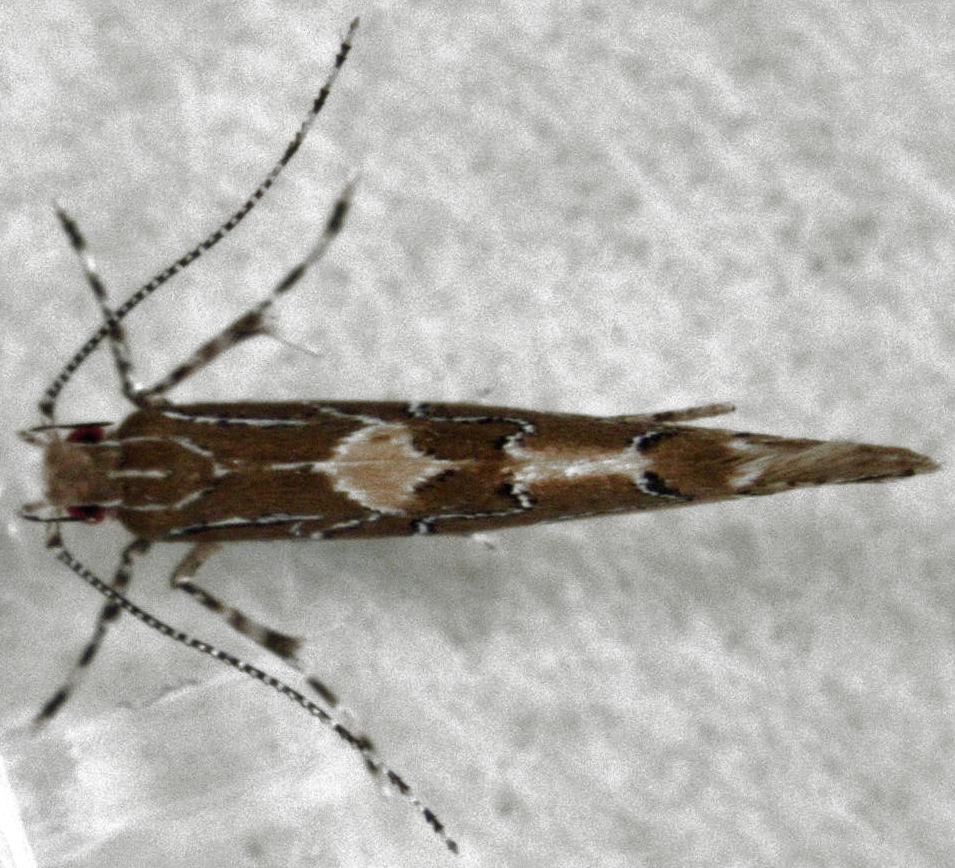

## Dottertaxa tillPyroderces, i alfabetisk ordning[1]
- Pyroderces aellotricha
- Pyroderces amphisaris
- Pyroderces anaclastis
- Pyroderces anarithma
- Pyroderces anoista
- Pyroderces anthinopa
- Pyroderces apparitella
- Pyroderces argobalana
- Pyroderces argyrogrammos
- Pyroderces argyrostrepta
- Pyroderces argyrozona
- Pyroderces bicincta
- Pyroderces brosi
- Pyroderces caesaris
- Pyroderces calefacta
- Pyroderces carpophila
- Pyroderces cecidicida
- Pyroderces centropecta
- Pyroderces centrophanes
- Pyroderces cervinella
- Pyroderces chalcoptila
- Pyroderces charisia
- Pyroderces coridophaga
- Pyroderces dactyliota
- Pyroderces deamatella
- Pyroderces diplecta
- Pyroderces embrochota
- Pyroderces eumelaena
- Pyroderces eupogon
- Pyroderces euryspora
- Pyroderces exagria
- Pyroderces firma
- Pyroderces gymnocentra
- Pyroderces haemodryas
- Pyroderces hapalodes
- Pyroderces hemipelta
- Pyroderces hemizopha
- Pyroderces holotherma
- Pyroderces irrigua
- Pyroderces jonesella
- Pyroderces klimeschi
- Pyroderces leptarga
- Pyroderces longalitella
- Pyroderces lunulifera
- Pyroderces melanosarca
- Pyroderces mesoptila
- Pyroderces mythologica
- Pyroderces nephelopyrrha
- Pyroderces nesophora
- Pyroderces ocreella
- Pyroderces orphnographa
- Pyroderces oxyptila
- Pyroderces oxysema
- Pyroderces palmicola
- Pyroderces paroditis
- Pyroderces phaeostigma
- Pyroderces philogeorga
- Pyroderces pogonias
- Pyroderces ptilodelta
- Pyroderces pyrrhodes
- Pyroderces repandatella
- Pyroderces resoluta
- Pyroderces rhizonympha
- Pyroderces risbeci
- Pyroderces sesamivora
- Pyroderces sphenosema
- Pyroderces strangalota
- Pyroderces symbolias
- Pyroderces syngalactis
- Pyroderces tenuilinea
- Pyroderces terminella
- Pyroderces tersectella
- Pyroderces tetradesma
- Pyroderces thalamaula
- Pyroderces thermophila
- Pyroderces urantha